# Špičák (berg i Tjeckien, Karlovy Vary, lat 50,37, long 12,57)
Špičák är ett berg i Tjeckien.   Det ligger i regionen Karlovy Vary, i den västra delen av landet, 130 km väster om huvudstaden Prag. Toppen på Špičák är 991 meter över havet, eller 112 meter över den omgivande terrängen. Bredden vid basen är 13,8 km.
Terrängen runt Špičák är huvudsakligen kuperad, men åt nordost är den platt.Runt Špičák är det mycket glesbefolkat, med 7 invånare per kvadratkilometer. Närmaste större samhälle är Kraslice, 6,2 km sydväst om Špičák. I omgivningarna runt Špičák växer i huvudsak blandskog.